# Riverton (Nueva Jersey)
Riverton es un borough ubicada en el condado de Burlington en el estado estadounidense de Nueva Jersey. En el año 2010 tenía una población de 2.779 habitantes y una densidad poblacional de 1.157,92 personas por km².

## Geografía
Riverton se encuentra ubicado en las coordenadas 40°00′42″N 75°00′53″O / 40.01167, -75.01472.

## Demografía
Según la Oficina del Censo en 2000 los ingresos medios por hogar en la localidad eran de $58,977 y los ingresos medios por familia eran $68,125. Los hombres tenían unos ingresos medios de $50,950 frente a los $36,042 para las mujeres. La renta per cápita para la localidad era de $30,223. Alrededor del 2% de la población estaba por debajo del umbral de pobreza.